# Colorix
Colorix était une émission de télévision française pour la jeunesse diffusée du lundi au samedi de 19 h à 19 h 30 sur la deuxième chaîne couleur de l'ORTF du lundi 2 octobre 1967 au samedi 7 avril 1973. Cette émission était à cette époque le seul programme pour la jeunesse diffusé en couleur à la télévision française. 
L'émission disparait à la suite de la mise en place le 8 avril 1973 d'une nouvelle grille de programmes décidée par Arthur Conte. L'existence de l'émission Jeunes Années, diffusée à la même heure sur la troisième chaîne couleur de l'ORTF, a sans doute aussi facilité cette suppression, d'autant plus qu'à l'époque, il n'existait pas du tout de téléviseurs capables de diffuser les trois chaînes simultanément. 

## Principe de l'émission
Colorix était diffusé en deux parties. 
Une première partie diffusée de 19h00 à 19h20 uniquement sur l'émetteur de Paris Ile-de-France pendant que les autres régions diffusaient leurs informations régionales en couleur. Cette partie proposait : 
- Animations produites par l'ORTF :
  - Kiri le clown (rediffusion)
  - Les Aventures de Saturnin (rediffusion)
  - Aglaé et Sidonie (rediffusion)
  - Sourissimo (à partir du 5 mai 1969)
  - Une Histoire de Madame La Pie (à partir du 15 septembre 1971)
  - Le Manège enchanté[1],[2]
  - Jeu :
  - Mon papa et moi.

La deuxième partie, diffusée de 19h20 à 19h30 sur l'ensemble du réseau national, proposait d'autres productions pour la jeunesse achetées à l'étranger ou la rediffusion de productions de l'ORTF diffusées dans la première partie : 
- Woody Woodpecker (à partir du 8 octobre 1967)
- Jappy et Pappy toutou
- Les Fous du volant (à partir du 3 juillet 1969)
- Les Aventures de Colargol (à partir du 9 novembre 1970)
- Wally Gator (à partir du 6 janvier 1971)
- Oum le dauphin blanc (à partir du 30 novembre 1971)
- Sourissimo (1971, rediffusion)
- Glop (à partir du 6 décembre 1971)
- Animal Parade (à partir du 14 février 1972)
- Bugs Bunny